# Велушина
Велу̀шина (на македонска литературна норма: Велушина; на гръцки: Βελουσίνα) е село в община Битоля на Северна Македония.

## География
Селото е ридско, на 720 m надморска височина под Пелистер в областта Пелагония, на 17 km южно от Битоля.

## История
На 2 km източно е разположена Велушката тумба – важен праисторически археологически обект.
Етимологията на името е от названието на Богородица Велика Елеуса, подобно на името на струмишкото село Велюса. Базиликата „Успение Богородично“ е раннохристиянска, обновена в 1792 година. Църквите „Свети Атанасий“ и „Свети Илия“ (гробищна) са от поствизантийско време със запазени останки от стенописи. Край селото е Велушинският манастир „Свети Георги“. Селото има и по-малките храмове „Свети Никола“, „Свети Безсребреници Козма и Дамян“ и „Света Петка“.
През 1607 година жителите на Велушина взимат едногодишен заем от вакъфа на Ахмед паша при месджида на шейх Хъзр Бали в Битоля в размер на 16200 акчета при лихва от 15% процента. Гаранти за парите са самите селяни, един за друг. Отделно заеми от същия вакъф, при същата лихва взимат Мите Йован, Митре Стоян, Петко Митан. В 1619 година част от селото е дадено като тимар с приход от 6000 акчета на Салих Чауш, който замества починалия държател на тимара Дервиш Мухамед, син на Мустафа Чауш. В документ за заем от 1623 година са записани следните жители на Долната махала на Велушина: Велче Сиромах, Мите Петре и Пейо Христо.
През 1621 година във Велушина са записани 23 ханета (домакинства), от които се събира военния данък нузул за похода срещу Полша.
В XIX век Велушина е село в Битолска каза на Османската империя. Според статистиката на Васил Кънчов („Македония. Етнография и статистика“) от 1900 година Велушина е населявано от 920 българи християни.
На Етнографската карта на Битолския вилает на Картографския институт в София от 1901 година Велушина е чисто българско село в Битолската каза на Битолския санджак със 111 къщи.
В началото на века селото има много къщи, дюкяни и десет воденици.
Цялото християнско население на селото е гъркоманско под върховенството на Цариградската патриаршия. По данни на секретаря на Българската екзархия Димитър Мишев („La Macédoine et sa Population Chrétienne“) в 1905 година във Велушина има 880 българи патриаршисти гъркомани и в селото функционира гръцко училище.
Селото е база на гръцките чети в Битолско и Мариово. От Велушина е андартският капитан Петър Христов.
По време на българското управление във Вардарска Македония през Първата световна война Велушина е център на община в Битолска селска околия, в която влизат и Лажец и Острец. Селото има 937 жители.
По време на българското управление във Вардарска Македония в годините на Втората световна война, Войдан Ст. Бимбилов от Велмей е български кмет на Велушина от 21 март 1942 година до 30 октомври 1942 година. След това кметове са Александър Дим. Хаджов от Струга (4 декември 1942 - 24 април 1944) и Любен Ст. Виячев от Неделкова гращица (24 април 1944 - 9 септември 1944).
В 1971 година селото има 1372 жители. Във втората половина на XX век значителна част от велувци се изселват. Най-голям брой велувци се заселват в Битоля, Скопие, САЩ, Канада, Австралия и Европа. Според преброяването от 2002 година селото има 160 жители, от които 73 северномакедонци, 79 албанци, 5 роми и 3 сърби.
| Националност     | Всичко |
| северномакедонци | 73     |
| албанци          | 79     |
| турци            | 0      |
| роми             | 5      |
| власи            | 0      |
| сърби            | 3      |
| бошняци          | 0      |
| други            | 0      |

## Личности
Родени във Велушина
- Блаже Търпеновски (? – ?), югославски партизанин и деец на комунистическата съпротива във Вардарска Македония
- Василий Димов, български опълченец, V опълченска дружина, умрял преди 1918 г.[14]
- Петър Христов (Петрос Христу, 1887 – 1908), гръцки андартски капитан.
- Петър Манговски (1909 - 2002), юрист от Северна Македония, професор в Скопския университет
- Пандил Николовски (1914 – 1944), югославски партизанин и деец на комунистическата съпротива във Вардарска Македония
- Ристо Темелковски (1919 – 1944), югославски партизанин; взет да служи в българската армия, но избягва и става партизанин; убит през 1944 при сражения с български военни части[15]
- Спасе Тоде, мухтар на селото, арестуван през септември 1903 година, обвинен в „помагане в размяната на преписките на българските бунтовници“, осъден на 15 години каторга, заточен в Диарбекир, амнистиран с общата амнистия от 12 април 1904 година[16]

Починали във Велушина
- Георги Спасов Бояджиев, български военен деец, капитан, загинал през Първата световна война[17]
- Миле Димовски (1924 - 1944), югославски партизанин и деец на комунистическата съпротива във Вардарска Македония